# Tojtic (norra Chamula kommun)
Tojtic är en ort i Mexiko.   Den ligger i kommunen Chamula och delstaten Chiapas, i den sydöstra delen av landet, 700 km öster om huvudstaden Mexico City. Tojtic ligger 1 953 meter över havet och antalet invånare är 473.
Terrängen runt Tojtic är lite bergig. Runt Tojtic är det tätbefolkat, med 530 invånare per kvadratkilometer. Närmaste större samhälle är San Cristóbal de las Casas, 12,6 km söder om Tojtic. Omgivningarna runt Tojtic är en mosaik av jordbruksmark och naturlig växtlighet.